# Orde van de Ronde Tafel

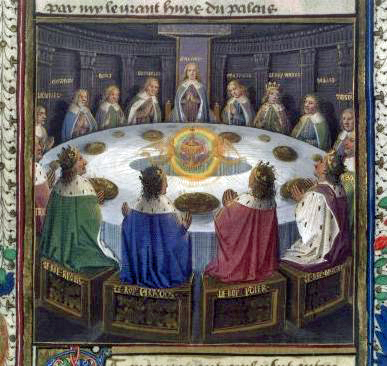
De Ronde Tafel, afbeelding uit de vijftiende eeuw

De Orde van de Ronde Tafel (of Ridders van de Ronde Tafel) wordt in de Arthurlegende genoemd als de hoogst onderscheiden ridders in het gevolg van Koning Arthur. De Ronde Tafel is een tafel die gestaan zou hebben in het kasteel van Koning Arthur. Hier vergaderde hij met zijn ridders. Of de tafel of een soortgelijke tafel ooit echt heeft bestaan is niet bekend.
In het begin van zijn koningschap was Arthur voornamelijk bezig met het verenigen van de verschillende landheren en het bouwen van Camelot. Zoals het een goed koning betaamt moest hij een koningin zoeken. Al gauw hoorde hij van de mooie Gwenhwyfar (Guinevere). Hij vroeg haar vader om haar hand en trouwde met haar. Bij de bruidsschat zat een grote ronde tafel en Arthur gebruikte deze tafel bij de vereniging van Engeland. Zo ontstond "de ronde tafel". Iedereen aan deze tafel was gelijk aan de ander, niemand was belangrijker en iedereen werd gehoord. De landheren werden tot ridder geslagen en hadden allen plaats aan de ronde tafel.
Volgens de legende stond in het kasteel Camelot een grote Ronde Tafel waaraan een bepaald aantal ridders als gelijken aanzaten.
In Le Morte d'Arthur van Sir Thomas Malory, de voornaamste bron van de Arthurlegende, wordt de volgende erecode gegeven:
- Geen geweld of doodslag te plegen;
- Nooit bij verraad betrokken te zijn;
- Nooit wreed te zijn maar kwartier te geven wanneer daarom wordt gevraagd;
- Vrouwen te steunen;
- Geen geweld te gebruiken tegen vrouwen;
- Geen gevechten aan te gaan vanwege ruzies zonder grond of winstbejag.

De genoemde idealen staan in sterk contrast tot het werkelijke gedrag van de ridders in de vroege middeleeuwen, vernietigende onderlinge oorlogen waarvan vooral de boeren het slachtoffer waren, verkrachting, verraad, onderlinge krachtmetingen en het zich verkopen aan de meestbiedende waren aan de orde van de dag. De ridderorden waarvoor de Ronde Tafel de inspiratie was waren een bewuste poging om de edelen aan hun leenheer te verplichten en manieren bij te brengen. Kenmerkend voor de mentaliteit van de middeleeuwse ridders is dat vrouwen wel worden genoemd maar burgers, boeren, horigen, zieken, geestelijken en anderen die weerloos waren tegen het geweld van de ridderstand niet.

## De oudste legenden rond de Ronde Tafel
De eerste vermelding van de Orde van de Ronde Tafel is bij Wace wiens Roman de Brut voortborduurde op Geoffrey of Monmouths Historia Regum Britanniae. Latere schrijvers gebruikten het thema eveneens, waarbij zelfs de oudste bronnen Arthur een gevolg van buitengewoon dappere ridders toeschrijven. Geoffrey schrijft dat de ridders uit heel Europa naar Camelot trokken om Arthur te dienen. In de Mabinogion hebben de ridders zelfs bovennatuurlijke krachten. De namen van de ridders die in de Welshe legende worden genoemd zijn ook op het Europese vasteland wordt verteld overgenomen. Cai werd Kay (Keye), Bedwyr werd verfranst tot Bedivere, en Gwalchmai is bekend als Gawain (Walewein).

## De Ridders van de Ronde Tafel
| - Sir Aglovale, zoon van Koning Pellinofe van Listinoise - Sir Agravaine, zoon van Koning Lot van Orkney - Sir Bedivere (Bedwyr) - Sir Bors, zoon van de koning Bors van Gannes (Gaul) - Sir Breunof, ook bekend als "La Cote Male Taile" - Sir Cadof - Sir Caradoc, ook wel "Caradoc Vreichvras" of "Caradoc Strong Arm" - Sir Colgrevance - Sir Constantine, zoon van Cadof, de opvolger van Koning Arthur. - Sir Dagonet, de hofnar - Sir Daniel - Sir Dinadan, de zoon van Sir Brunof Seniof en broer van Sir Brunof le Noir 'La Cote Mal Taillée' en Sir Daniel. - Sir Ector, Arthurs pleegvader en Sir Kays vader - Sir Ector de Maris, de zoon van Koning Ban van Benwick - Sir Elyan de White, de zoon van Sir Bofs - Sir Erec, (zie ook Geraint) - Sir Gaheris - Sir Galahad (zoon van Lancelot; zijn kasteel heette de Siege Perilous) - Sir Gareth, ook wel Beaumains of Goodhens - Sir Gawain (Walewein, Gawaine, Walganus, Balbhuaidh, Gwalchmai) - Sir Geraint (ook Erec), in de kronieken van de krijgsheren aangeduid als prins Gereint - Sir Gingalain, ook wel Sir Le Bel Inconnu ("The Fair Unknown"), Gawains zoon - Sir Griflet, ook wel Sir Griflet le Fils de Dieu | - Koning Bademagus - Koning Hoel - Sir Kay (Cai, Caius), Arthurs stiefbroer, zoon van Sir Ector - Sir Lamorak - Sir Lancelot (Lancelot du Lac, vader van Sir Galahad) - Koning Leodegrance, Guineveres vader en bewaarder van de Ronde Tafel - Sir Lionel - Sir Lucan - Sir Maleagant, de Ridder die Guinevere schaakte - Sir Mordred, Arthurs onwettige zoon, de man die Arthurs koninkrijk verwoestte - Sir Mofholt - Sir Palamedes de Saraceen - Sir Pelleas, echtgenoot van de Vrouwe van het Meer - Koning Pellinofe - Sir Percival (Parzival, Perceval, Peredur), zoon van Gahmuret - Sir Sagramofe le Desirous - Sir Safir, broer van Palamedes - Sir Segwarides, broer van Palamedes - Sir Tor - Sir Tristram (Tristan) - Koning Uriens - Sir Ywain (Owain), zoon van Koning Uriens van Gofe - Sir Ywain de Bastaard, ook zoon van Uriens |

Waar bij de naamsuitgang 'ofe' staat, kan ook 'ore' gelezen worden (zo wordt bijvoorbeeld Pellinofe ook vaak aangeduid als Pellinore en Ectof als Ector).
Malory noemt in het verhaal van Sir Urry nog een honderdtal namen; het gaat daar om:
| - Koning Clariance van Northumberland - Sir Barrant le Apres (Koning met honderd Ridders) - Koning Angwish van Ierland - Koning Nentres van Garlot - Koning Carados van Schotland - Sir Galahalt (een Hertog bekend als de Haut Prince) - Hertog Chalance van Clarence - Graaf Ulbawes - Graaf Lambaile - Graaf Aristance - Sir Florence (zoon van Gawain en Sir Brandiles' zuster) - Sir Lovell (zoon van Gawain en Sir Brandiles' zuster) - Sir Blamor van Ganis - Sir Bleoberis van Ganis - Sir Gahalantine - Sir Galihodin - Sir Mena Duke - Sir Villiars de Valiant - Sir Hebes le Renowne - Sir Dodinas le Savage - Sir Kay l'Estrange (niet Kay, Arthurs seneschal) - Sir Meliot van Logris - Sir Petipace van Winchelsea - Sir Galleron van Galway - Sir Melion van de Berg - Sir Cardok - Sir Uwain le Avoutres - Sir Ozanna le Coeur Hardi - Sir Ascamore - Sir Grummor Grummorson - Sir Crosslem - Sir Severause le Breuse (befaamd omdat hij niet met mensen maar wel met reuzen en draken vocht) - Sir Dornar - Sir Lucan de Butler - Sir Brandiles - Sir Clegis - Sir Sadok - Sir Dinas (Seneschal van Cornwall) - Sir Fergus - Sir Driant - Sir Lambegus - Sir Clarus van Cleremont | - Sir Clodrus - Sir Hectimere - Sir Edward van Caernarvon - Sir Dinas - Sir Priamus - Sir Helian le Blanc - Sir Brian van Listinoise - Sir Gauter - Sir Reynold - Sir Gillimer - Sir Gumret le Petit - Sir Bellenger le Beau - Sir Hebes (niet Hebes le Renowne) - Sir Morganor - Sir Sentrail - Sir Suppinabiles - Sir Belliance le Orgulous - Sir Neroveus - Sir Plenorius - Sir Damas - Sir Harry le Fils Lake - Sir Herminde - Sir Selises van de “Wenende Toren” - Sir Edward van Orkney - Sir Ironside (Ridder van de Red Launds) - Sir Arrok - Sir Degrevant - Sir Degrave sans Villainy (die vocht met de reus van de Black Lowe) - Sir Epinogris (zoon van Koning Clariance van Northumberland) - Sir Lamiel van Cardiff - Sir Plaine van Fors - Sir Melias van l'Isle - Sir Borre le Coeur Hardi (Koning Arthurs zoon) - Sir Mador de la Porte - Sir Colgrevance - Sir Hervis van het Woeste Woud - Sir Marrok (die door zijn echtgenote zeven jaar lang in een weerwolf werd veranderd) - Sir Persant - Sir Pertolepe - Sir Perimones (broer van Persant en Pertolepe en de “Rode Ridder” genoemd) - Sir Lavain - Sir Urry |

Sir Urry kwam uit Hongarije om bij de Ridders van de Ronde Tafel genezing voor zijn wonden te zoeken, maar de 110 ridders bleken daartoe niet in staat. Toen Sir Lancelot in Camelot aankwam, genas hij Sir Urry.

## Tafel van Winchester Castle

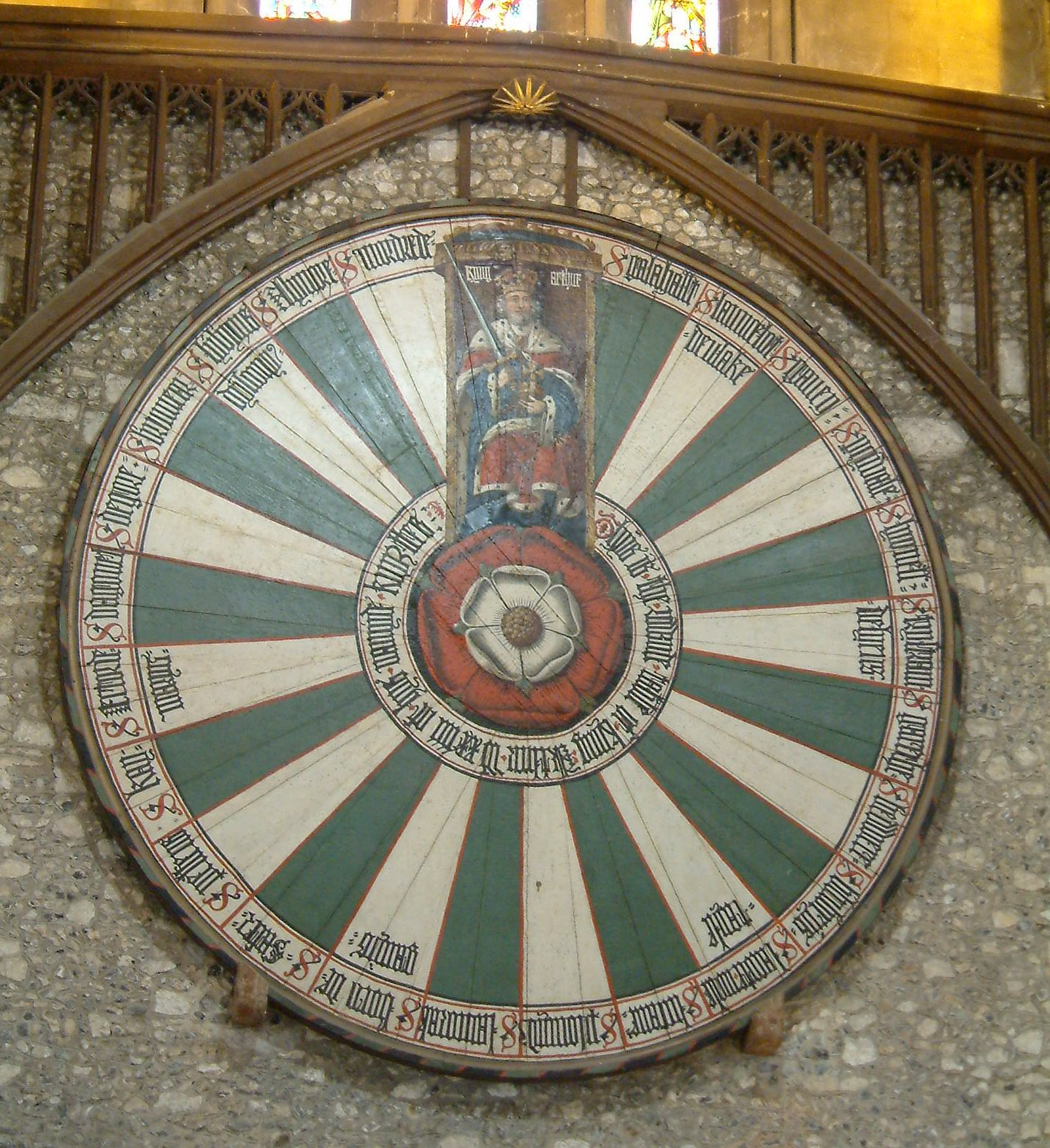
De ronde tafel in Winchester

In de Great Hall van het Zuid-Engelse Winchester Castle in Winchester hangt een grote ronde tafel aan de muur. Er zijn 24 namen op vermeld. In het verleden hebben velen zich aan deze tafel vergaapt, in de veronderstelling dat de legendarische koning er werkelijk aan had gezeten. Dendrochronologisch onderzoek heeft echter aangetoond dat zij pas in de dertiende eeuw werd vervaardigd en dus gemaakt moet zijn naar het voorbeeld van de verhalen die toen in omloop waren. De beschildering is van nog latere datum, de zestiende eeuw, en toont koning Hendrik VIII en in het centrum de roos van het huis Tudor.
De namen zijn (rechtsom):  Galahad,  Lancelot, Gawain, Percivale, Lionell, Tristram de Lyones, Gareth, Bedivere, Bleoberis, Lacotemale Taile, Lucan, Palomedes, Lamorak, Bors de Ganis, Safer, Pelleas, Kay, Ector de Maris, Dagonet, Degore, Brunor le Noir, Lebius Desconnu, Alymere, Mordred.